# Eichholz (Odenthal)
Eichholz ist ein Ortsteil in Oberodenthal in der Gemeinde Odenthal im Rheinisch-Bergischen Kreis. Er liegt nordöstlich von Neschen.

## Geschichte
Bis zur Rodung mit anschließender Besiedlung war in der ganzen Umgebung Mischwald, in dem es auch viele Eichen gab. Davon hatte Eichholz seinen Namen. Erstmals wurde der Ort urkundlich am 15. August 1401 erwähnt. In dieser Urkunde wurde durch Adolf VII. von Jülich-Berg festgelegt, dass Eichholz zum Besitz der Abtei Altenberg gehörte. Dadurch hatte der Ort ½ Malter Futterhafen an die Abtei zu entrichten. In der Mitte des 16. Jahrhunderts war Eichholz mit drei Gütern dem Hofgericht Dhün unterstellt. Der Ort gehörte zur Honschaft Breidbach im Amt Porz.
Während des Spanischen Erbfolgekriegs hatten auch die Odenthaler ihre Beiträge zur Landesverteidigung zu leisten. In diesem Zusammenhang hatte Eichholz 5 Faschinen und 15 Pfähle zu stellen.
Carl Friedrich von Wiebeking benennt die Hofschaft auf seiner Charte des Herzogthums Berg 1789 als Eichholz. Aus ihr geht hervor, dass Eichholz zu dieser Zeit Teil von Oberodenthal in der Herrschaft Odenthal war.
Unter der französischen Verwaltung zwischen 1806 und 1813 wurde die Herrschaft aufgelöst und Eichholz wurde politisch der Mairie Odenthal im Kanton Bensberg zugeordnet. 1816 wandelten die Preußen die Mairie zur Bürgermeisterei Odenthal im Kreis Mülheim am Rhein.
Der Ort ist auf der Topographischen Aufnahme der Rheinlande von 1824 als Meecheles und auf der Preußischen Uraufnahme von 1840 als Eichholz verzeichnet. Ab der Preußischen Neuaufnahme von 1892 ist er auf Messtischblättern regelmäßig als Eichholz oder ohne Namen verzeichnet.
| Jahr | Einwohner | Wohngebäude | Kategorie  |
| ---- | --------- | ----------- | ---------- |
| 1822 | 32        |             | Ackergüter |
| 1830 | 48        |             | Ackergut   |
| 1845 | 24        | 5           | Ackergüter |
| 1871 | 32        | 6           | Hofstelle  |
| 1885 | 36        | 8           | Wohnplatz  |
| 1895 | 39        | 6           | Wohnplatz  |
| 1905 | 28        | 5           | Wohnplatz  |